# Wolnica (województwo warmińsko-mazurskie)
Wolnica (niem. Freimarkt) – wieś w Polsce położona w województwie warmińsko-mazurskim, w powiecie lidzbarskim, w gminie Lubomino. W latach 1975–1998 miejscowość należała administracyjnie do województwa olsztyńskiego. Wieś znajduje się w historycznym regionie Warmia. 2013 rok był rokiem jubileuszowym, 20 lipca odbyły się uroczyste obchody 660-lecia wsi.

## Historia
Wieś lokowana w 1353 roku na 60 łanach (po około 17 ha), założona przez wójta warmińskiego Henryka Lutra pod nazwą Freimarkt. Zasadźcą i pierwszym sołtysem był Werner. Nie dane było mu długo zarządzać wsią, gdyż zmarł bardzo wcześnie. W związku z tym biskup warmiński Jan z Miśni dnia 19 lutego 1353 roku przekazał obowiązki sołtysa wdowie po Werneke Małgorzacie wraz z synami Johannesem (Jan) i Nikolausem (Mikołaj). Na polecenie biskupa zarządzono ponowne pomiary ziemi. Okazało się, że była większa o 1 łan i wynosiła 61 łanów. Powierzchnię podzielono na 6 części, co było zaczątkiem wsi Wolnica (Freimarkt). Po śmierci wdowy Margaret synowie Jan i Mikołaj podzielili majątek łanów, należących do sołtysa na dwie części. Pierwszy otrzymał 2,5 łana, drugi natomiast 3,5 łana. Na początku XV wieku ten mniejszy dział był w posiadaniu niejakiego Simona Fluge, natomiast większy należał do niejakiego Johannes Storzenbecker. Obydwaj gospodarze odsprzedali po jednej części swojego majątku szpitalowi św. Ducha w Ornecie. W ciężkich czasach wojennych XV stulecia czynsz z łanów nie był płacony, dlatego też szpital 20 stycznia 1505 roku został zobowiązany uregulować swoją należność. Bracia Flugges nie mogli się z przedstawicielami szpitala porozumieć. W końcu wziął sprawy w swoje ręce biskup Watzenrode (1489-1512) i nakazał co następuje: „gospodarze Flugge muszą zapłacić szpitalowi 18 marek lekkich monet”. Biskup Watzenrode był człowiekiem wspaniałomyślnym i rozłożył im dług na raty po 1 marce, tak długo aż zostanie spłacony.
Po roku 1656 Wolnica miała dwóch sołtysów, a liczba gospodarstw spadła do 11. W tym czasie władza regionalna przekazała obydwu naczelnikom dalsze 2 łany nieużytków, za które to musieli zapłacić po 25 marek. Kolejny łan ziemi zapisał im biskup Jan Stefan Wydżga (1659–1679). Zapis ten był zatwierdzony przez biskupa Adama Stanisława Grabowskiego (1741–1766) w dniu 8 marca 1743. 10 stycznia 1722 mieszkańcy Wolnicy dowiedzieli się o znacznym powiększeniu ich powierzchni, mianowicie biskup Teodor Potocki (1711–1723) zapisał im ogromny staw o powierzchni około 9 łanów, za co płacili rocznie 18 guldenów podatku. Staw ten został osuszony i użytkowany jako łąka. W tym czasie areał Wolnicy wynosił 80,5 łana (1369,61 hektarów).
Tak jak w czasie wojny 1414 tak i wojna trzynastoletnia (1454–1466) nie oszczędziła Wolnicy. Podobnie nie oszczędziła wioski wojna zakonna w 1520 roku. W roku 1587 było zasiedlonych jedynie 18 gospodarstw.
Ponieważ przez Wolnicę prowadziła główna trasa Lidzbark Warmiński – Orneta, to mieszkańcy mogli często widywać wysokich dostojników, podróżujących przez ich wieś. Tak np. po południu 6 lipca 1718 roku oglądali pruskiego króla Fryderyka Wilhelma I. Przez wieś przejeżdżali też dostojnicy kościelni w drodze do katedry we Fromborku.

## Kościół w Wolnicy
Dokładna data zbudowania kościoła w Wolnicy nie jest znana. Istniał on już przez rokiem 1353 i posiadał 2 łany ziemi w ramach uposażenia parafii. Kościół ten podlegał kościołowi w Bieniewie. Proboszcz kościoła w Bieniewie zobowiązany był w każdą niedzielę i święto celebrować przynajmniej dwie msze. Z Wolnicy proboszcz, w ramach uposażenia, pobierał 1/10 żyta i 1/10 owsa. Od roku 1581 istnienie kościoła w Wolnicy nie było więcej odnotowywane, tak samo, jak i w roku 1622. Być może był zniszczony. Wymienione 2 łany ziemi były administrowane do roku 1945 przez kościół w Bieniewie. Ziemia ta była wydzierżawiana co 4–5 lat. Za dzierżawę proboszcz pobierał opłatę w wysokości 1,5 centnara żyta z morgi ziemi. Kościół był konsekrowany pw. św. Michała, a imię to nosiła wybudowana później kaplica, w której jeden raz w roku, w dniu wspomnienia św. Michała celebrowana była msza, natomiast przynajmniej w co czwartą niedzielę odmawiany był różaniec.
Kaplica w Wolnicy wybudowana została w roku 1842. Jest to prostokątna budowla, murowana i otynkowana z drewnianą wieżyczką na sygnaturkę. Wnętrze kaplicy nakryte jest pozornym sklepieniem kolebkowym. Nieduży barokowy ołtarz wykonany został w XVIII wieku. W ołtarzu znajdują się obrazy św. Michała Archanioła i Trójcy Świętej.

## Szkoła
W krótkim czasie od założenia wsi, powstała też prawdopodobnie szkoła. Szkoła ta początkowo posiadała najpierw jedną, później dwie klasy. Około roku 1800 uczył w niej nauczyciel o nazwisku Lemke. Nauczał on również dzieci z sąsiednich wsi. Nauczycielowi ówczesna gmina Wolnica dała do dyspozycji 20 morgów ziemi z żywym i martwym inwentarzem. Ziemia ta należała do szkoły aż do 1945 roku. Jako następca nauczyciela Lemke, obowiązki przejął niejaki P. Grunberg. Około roku 1904-1905 szkoła otrzymała drugiego nauczyciela (o nazwisku Kukla), który uczył w klasach 3-4. Ponieważ w czasie przybywało coraz więcej dzieci zdecydowano w gminie o wybudowaniu nowego budynku szkolnego. Zrealizowano to w roku 1908. W tym też czasie szkoła otrzymała nową nauczycielkę (Neubauer), która później zastąpiona została przez panią Packheiser. W roku 1937 szkoła została wyremontowana i rozbudowywana. Liczba uczących się dzieci w roku 1945 wynosiła 173.

## Wiatrak we wsi
Wiatrak we wsi zbudowany został na wzór holenderski około roku 1862 przez niejakiego Augusta Filla. Wyposażony był w trzy śrutownice (żarna). Z usług młynarza korzystali także gospodarze z innych wsi. Wiatrak ten swoim wyglądem i budową był bardzo podziwiany i licznie odwiedzany. Po śmierci jego właściciela wdowa wyszła powtórnie za mąż za brata Frauza Filla, ten jednak pozostawił wiatrak w spadku synowi Gustawowi. W roku 1928 wiatrak przeszedł w ręce jego brata Bruno (Bruno Fill był bardzo pilnym i zaradnym młynarzem). Po paru latach dokupił Bruno obok wiatraka 6 morgów ziemi, na której to wybudował budynek mieszkalny wraz zabudowaniami gospodarskimi. Ciągle coś ulepszał. W dni bezwietrzne napędzał swoje maszyny motorem spalinowym o mocy 25 KM, a później silnikiem elektrycznym. W sąsiednich wsiach zdobył sobie duże uznanie, a tym samym dużo klientów. W roku 1945 wiatrak i obejścia gospodarskie zostały zniszczone przez czerwonoarmistów w czasie ostrzału artyleryjskiego.

## Szosa i drogi wiejskie
Szosę i utwardzone drogi wiejskie zaczęto budować około roku 1900. Było to związane z dobrą koniunkturą gospodarczą wsi. Drogi były budowane ręcznie i zaprzęgami konnymi, drogi były budowane w kierunkach Lidzbarka Warmińskiego, Ornety i Dobrego Miasta. Drogi te były do roku 1945 w bardzo dobrym stanie.

## Poczta
W roku 1910 przejął Otto Gehermann od swoich rodziców gospodarkę wielkości 42 morgów ziemi. W swoim domu miał też urządzone miejsce zbiórki rzeczy pocztowych, które to też on przejął. W tym czasie wszystkie listy i paczki pocztowe były przywożone do Wolnicy z Lubomina. Dawniejszy doręczyciel pocztowy Neuwald musiał też obsługiwać sąsiednie wioski. Po wybudowaniu w roku 1905 linii kolejowej Orneta-Lidzbark Warmiński, miejsce zbiórki zostało przekształcone na agenturę pocztową. Poczta główna znajdowała się w Ornecie. Od tego czasu poczta przewożona była koleją. Do rozwożenia poczty zatrudniono jeszcze jednego listonosza. Pocztę tę prowadził Otto Gehrmann wraz z żoną i córkami do roku 1945. Był on ostatnim właścicielem tej posiadłości.

## Elektryfikacja wsi
Wioska zelektryfikowana została w roku 1926. Do sieci elektrycznej zostały podłączone: szkoła, poczta, niektóre gospodarstwa wiejskie. Dworzec kolejowy i części wsi otrzymały oświetlenie dróg. Część gospodarstw rolnych i zakładów, które nie mogły pozwolić sobie na zelektryfikowanie, musiały w dalszym ciągu pracować przy pomocy silników spalinowych.

## Słodownia z roku 1820
W roku 1820 urządził w swej posiadłości Ferdinand Mathern słodownię. Zakład ten był uznawany jako „Browar Wiejski”. Produkowane w nim piwo było bardzo słabe (niskoalkoholowe). Piwo te było chętnie pite podczas zbiorów (żniw) i było zwane Szemper Bier. Ferdinand Mather zmarł na skutek wypadku. Żona po nim, z domu Arendt, wyszła za mąż za niejakiego Krugera, którego nazywano też Malzer-Kruger. Z biegiem czasu browar stał się nierentownym i został w roku 1900 zlikwidowany. W roku 1921 kupił Kruger od Hugo Schlesinger parę morgów ziemi, które to w całości przepisał synowi Andreasowi w roku 1922. Córka Johanna wyszła za Antota Kuhna i w roku 1919 opuściła dom rodzinny. Po śmierci żony w 1922 Kruger podzielił swoje gospodarstwo. Dom mieszkalny, z należnym do niego polem, sprzedał młynarzowi Fillowi, ten odsprzedał jego część gospodarzowi Ottonowi Stefenowi. Stefen wybudował na tej posiadłości dom, w którym urządzona została placówka policyjna w roku 1928. Kruger zmarł w 1929.

## Tartak
Po wybudowaniu linii kolejowej, a tym samym otrzymaniu lepszych możliwości połączeniowych, niejaki Bormann wybudował tartak w roku 1905, na swoim gospodarstwie o powierzchni 98 morgów ziemi. W tym czasie Tartak posiadał takie maszyny jak: piła tarczowa, maszyna parowa do napędzania maszyn, jak i prowadnicy. Drzewo do tartaku dowożone było z pobliskich nadleśnictw zaprzęgami konnymi, ponieważ drogi były nie najlepsze. W roku 1912 Bormann odsprzedał tartak Josefowi Bucholtzowi. Jako dobry handlowiec i przedsiębiorca, powiększył swój tartak o dalsze maszyny takie jak: heblarki, piły, motory spalinowe. Tak też można było już u niego kupić heblowane deski i kantówki. Liczba zatrudnionych robotników wynosiła 10–14 ludzi. Drzewo zużywane było do budowy: szop, stajni, obór, budynków mieszkalnych i gospodarczych. Było wysyłane również do budowy statków aż do Hamburga.

## Rozbudowa linii kolejowej
W roku 1904-1905 wieś Wolnica otrzymała lepsze połączenie z miastami Orneta i Lidzbark Warmiński poprzez rozbudowę linii kolejowej. Bardzo dużo na ten temat dyskutowano, ponieważ niektórzy rolnicy nie chcieli odsprzedać części swojej ziemi pod tę rozbudowę. Jednak po dokładnym tłumaczeniu korzyści i przychodów, wynikających z tego przedsięwzięcia, mieszkańcy zgodzili się na przeprowadzenie inwestycji. Po otrzymaniu odszkodowania, mieszkańcy wsi pozostawili ziemię do dyspozycji Dyrekcji Kolei Żelaznej w Królewcu. Stacja kolejowa w Wolnicy została oddana do użytku w latach 1905–1906. Poprzez otwarcie stacji kolejowej mieszkańcy gminy otrzymali lepsze możliwości dokonywania zakupów w takich miastach jak: Orneta, Dobre Miasto i Lidzbark Warmiński. Cena biletu w tamtych czasach kosztowała 60-80 ówczesnych fenigów. Również dla gospodarzy dużym ułatwieniem było wybudowanie rampy załadowniczej, wykorzystywanej w handlu bydłem i trzodą. Stacja kolejowa umożliwiała ekspansję gospodarczą miejscowego tartaku, ponieważ od wówczas można było przeładować i wysłać większe ilości obrobionego drzewa.

## Karczma
Do roku 1800 poprzedni właściciele knajpy nie są znani. Około roku 1800 karczma ta była w posiadaniu niejakiego Franza Thatera. Był on bardzo długo gospodarzem tej karczmy. Po jego śmierci następcą karczmy był jego syn Leonard. Około roku 1920 odsprzedał on karczmę Poschmannowi. Ten jednak umarł na skutek odniesionych ran wojennych a właścicielami zostają żona i dzieci. Wdowa po Poschmanie wychodzi powtórnie za mąż za niejakiego Jude. Jude był już właścicielem jednej karczmy. W roku 1921 karczma zostaje odsprzedana dla Thaddasa Huhna, on jednak umarł w roku 1940, a spadkobierczyniami zostały dwie jego córki: Theresia i Martha Huhn. One też gospodarowały na gospodarce o powierzchni 42 morgów. W roku 1936 karczma została rozbudowana jako budynek dwupiętrowy. W rozbudowanej karczmie urządzone zostały pokoje gościnne. Karczmę nazywano też hotelem wiejskim i tutaj odbywały się piękne coroczne festyny.

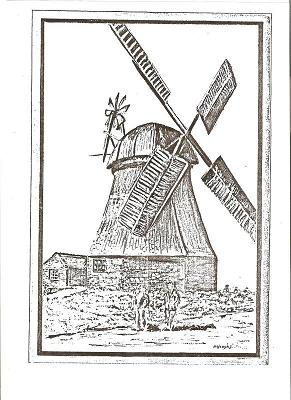
Wiatrak
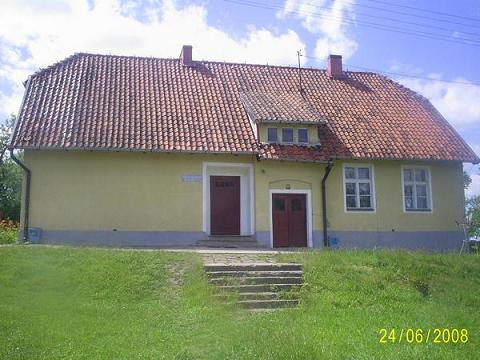
Budynek szkolny